# Gotowi na wszystko. Exterminator
Gotowi na wszystko. Exterminator – polski film komediowy z 2017 roku w reżyserii Michała Rogalskiego.
Okres zdjęciowy trwał od maja do czerwca 2017 roku. Zdjęcia kręcono w Pionkach, Kozienicach i Warszawie (Powsin). Premiera filmu odbyła się 5 stycznia 2018 w kinach, zaś pokazy przedpremierowe – 18 grudnia 2017r.

## Fabuła
Piątka oddanych przyjaciół miała od dzieciństwa wielkie marzenie – chcieli wstrząsnąć polską sceną metalową i gromadzić na koncertach tłumy, a wszystko to pod szyldem zespołu o nazwie Exterminator. Czas jednak pokazał, że młodzieńcze ambicje to jedno, a życie to drugie. Po dziesięciu latach od rozwiązania zespołu powracają dawne wspomnienia – pani burmistrz okazuje się wielką fanką Exterminatora ze starych czasów. Obiecuje wesprzeć zespół dotacją, jeżeli doprowadzą do jego reaktywacji. Szybko okazuje się, że propozycja ma jednak mały haczyk: chłopcy muszą wystąpić na kilku festynach, grając utwory dalekie od ich repertuaru. Męska duma nie pozwala bohaterom iść na kompromis, a wieloletnia przyjaźń i związki z kobietami poddane zostają prawdziwej próbie.

## Obsada
- Paweł Domagała jako Marcin „Marcyś” Gałecki
- Krzysztof Czeczot jako Jaromir „Jaro” Górecki
- Piotr Żurawski jako Krzysztof „Lizzy” Wieczorek
- Piotr Rogucki jako Andrzej „Makar”
- Agnieszka Więdłocha jako Magda, dziewczyna Marcysia
- Aleksandra Hamkało jako Julcia
- Dominika Kluźniak jako Iza, pani burmistrz
- Eryk Lubos jako Ewaryst Wirski, zastępca pani burmistrz
- Dorota Kolak jako Ziomecka
- Anna Terpiłowska jako Kaśka, żona Jaromira
- Sebastian Stankiewicz jako Tomasz „Cypek” Cypryniak
- Krzysztof Kiersznowski jako pan Janek
- Janusz Chabior jako Misiek Malicki, właściciel klubu
- Joachim Lamża jako ojciec „Cypka”
- Włodzimierz Matuszak jako ojciec Marcysia
- Dorota Pomykała jako matka Marcysia